# Élancourt
Elancourt – miejscowość i gmina we Francji, w regionie Île-de-France, w departamencie Yvelines.
Według danych na rok 1990 gminę zamieszkiwały 22 584 osoby, a gęstość zaludnienia wynosiła 2654 osób/km² (wśród 1287 gmin regionu Île-de-France Elancourt plasuje się na 123. miejscu pod względem liczby ludności, natomiast pod względem powierzchni na miejscu 453.).